# Ptilodon nordlandica
Ptilodon nordlandica är en fjärilsart som beskrevs av Embrik Strand 1901. Ptilodon nordlandica ingår i släktet Ptilodon och familjen tandspinnare. Inga underarter finns listade.